# ГЕС Дацзіньпін
ГЕС Dàjīnpíng (大金坪水电站) — гідроелектростанція у центральній частині Китаю в провінції Сичуань. Становить верхній ступінь каскаду на річці Sōnglín, правій притоці Дадухе, яка в свою чергу є правою притокою Міньцзян (впадає ліворуч до Дзиньші – верхньої течії Янцзи). При цьому вище по сточищу на витоках Sōnglín річках Ванба та Hóngbà створені власні каскади, нижніми ступенями в яких є ГЕС Ван 1 та ГЕС Хонг 1.
В межах проекту витоки Sōnglín перекрили бетонними греблями:
- на Ванбі висотою 18 метрів та довжиною 43 метра, яка утримує невелику водойму з рівнем поверхні на позначці 1216 метрів НРМ;
- на Hóngbà висотою 34 метра та довжиною 135 метрів, яка утримує водосховище  з об’ємом 1,42 млн м3 (корисний об’єм 0,55 млн м3) та рівнем поверхні на позначці 1212 метрів НРМ.
Від Ванби до Hóngbà ресурс перекидають за допомогою тунелю довжиною 2 км з перетином 3,8х4,5 метра, тоді як із водосховища Hóngbà починається головний дериваційний тунель довжиною 5,6 км з діаметром 5,6 метра. Він переходить у напірний водовід довжиною 0,44 км з діаметром 4,5 метра. В системі також працює вирівнювальний резервуар із двох камер розмірами 84х5х10 метрів та 40х4х7 метрів, з’єднаних шахтою висотою 59 метрів з діаметром 10 метрів.
Основне обладнання станції становлять три турбіни типу Френсіс потужністю по 43 МВт, які використовують напір у 185 метрів та забезпечують виробництво 632 млн кВт-год електроенергії на рік.